# Cratere Scopas
Scopas  è un cratere sulla superficie di Mercurio.